# 朝阳街道 (石嘴山市)
朝阳街道，是中华人民共和国宁夏回族自治区石嘴山市大武口区下辖的一个乡镇级行政单位。

## 行政区划
朝阳街道下辖以下地区：
万盛社区、东胜社区、怡心社区、长胜社区、永康社区、长庆社区和仁和社区。